# سیارک ۱۵۸۸
سیارک ۱۵۸۸ (به انگلیسی: 1588 Descamisada، نامگذاری:1951MH) هزار و پانصد و هشتاد و هشتمین سیارک کشف شده‌است که در ۲۷ ژوئن ۱۹۵۱ کشف شد.
قدر مطلق سیارک برابر ۱۱٫۱۰ است.